# アチュタ・デーヴァ・ラーヤ
アチュタ・デーヴァ・ラーヤ（テルグ語：అచ్యుత దేవ రాయలు, タミル語：அச்சுத தேவ ராயன், Achyuta Deva Raya, 生年不詳 - 1542年）は、南インドのヴィジャヤナガル王国、トゥルヴァ朝の君主（在位：1529年 - 1542年）。

## 生涯

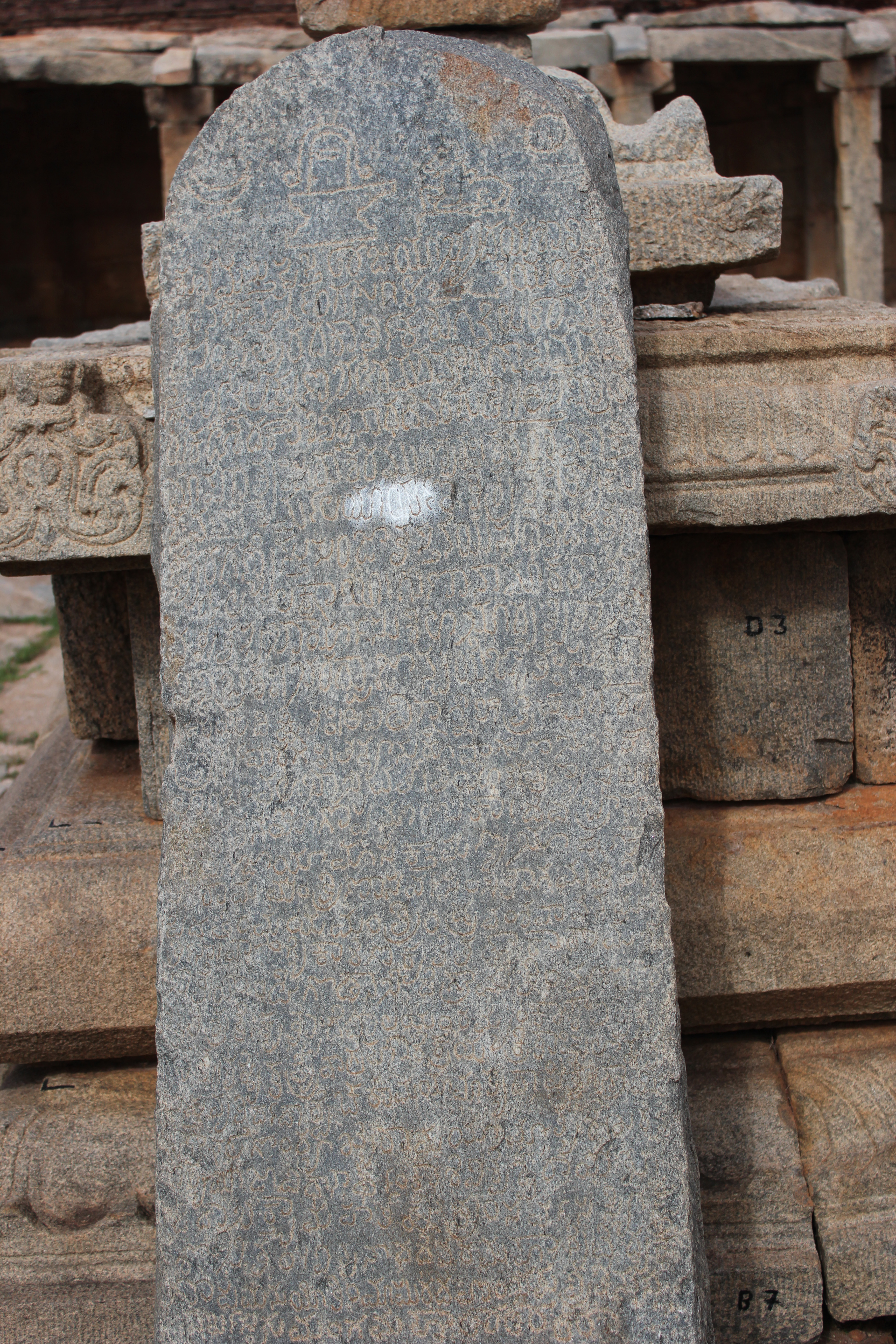
アチュタ・デーヴァ・ラーヤの事跡が記されたカンナダ語碑文（1539年、ティンマラプラ）

1529年、兄王クリシュナ・デーヴァ・ラーヤが死亡し、宰相のヴィーラ・ナラシンガ・ラーヤとクリシュナ・デーヴァ・ラーヤの娘婿ラーマ・ラーヤがその後継をめぐり争い、前者の推した王弟アチュタ・デーヴァ・ラーヤが王となった。
だが、アチュタ・デーヴァ・ラーヤとヴィーラ・ナラシンガ・ラーヤはすぐに不仲となり、ヴィーラ・ナラシンガ・ラーヤはケーララ地方の領主らと組んで王に反乱を起こしたが、これは鎮圧された。
その後、アチュタ・デーヴァ・ラーヤは兄王クリシュナ・デーヴァ・ラーヤの治世末期にビジャープル王国に奪われたライチュール地方に兵を送り、この地方を奪還した。
一方、1530年代、武将のサラカラージュ・チンナ・ティルマラという人物がケーララ地方に遠征するなどして功を挙げたが、彼の姉妹はアチュタ・デーヴァ・ラーヤの妃であった。
とはいえ、1540年頃にアチュタ・デーヴァ・ラーヤはラーマ・ラーヤの姦計に陥り、晩年にはその実権を奪われていた。
1542年、アチュタ・デーヴァ・ラーヤは死亡し、その幼い息子のヴェンカタ1世が王位を継承した。

## ギャラリー
- アチュタ・デーヴァ・ラーヤの治世に建設されたシヴァ寺院（ティンマラプラ）
- アチュタ・デーヴァ・ラーヤの事跡が記されたカンナダ語碑文（1536年、ヴィッタラ寺院）

## 関連文献
- Prof K.A. Nilakanta Sastry, History of South India, From Prehistoric times to fall of Vijayanagar, 1955, OUP, New Delhi (Reprinted 2002)